# خدمة حافلات أبوظبي
تم إطلاق خدمات الحافلات العامة في أبوظبي من قبل إمارة أبوظبي في عام 2008 بأربعة خطوط، والتي كانت مجانية حتى نهاية العام.  منذ 2010 هناك أيضًا العديد من الطرق الإقليمية التي تعمل من منطقة الأعمال المركزية في أبوظبي إلى المناطق الممتدة خارج المدينة، على سبيل المثال جزيرة ياس (الطريق 290). يتم تشغيل خدمات النقل في أبوظبي بواسطة حافلات من صناعة وماركات مان ليونز سيتي. مان ليونز ريجيو. مرسيدس بنز وحافلات فولفو. خرائط الطرق متاحة على الإنترنت. منذ 2021، يمكن تتبع جميع خدمات الحافلات مباشرة على خرائط جوجل.

## الخدمات

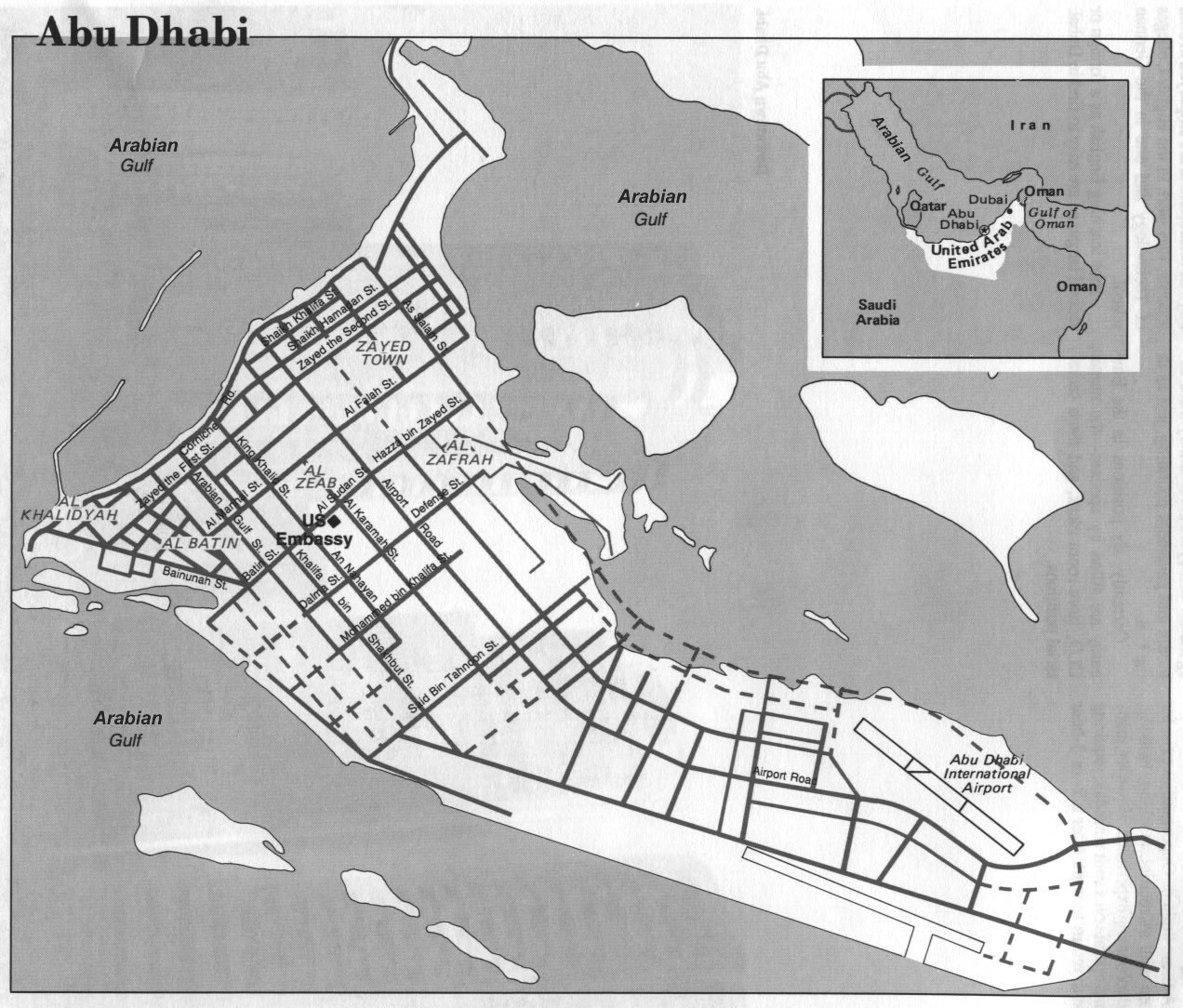
خريطة الطرق في أبوظبي

خدمات حافلات مدينة أبو ظبي اعتباراً من نوفمبر 2023:[بحاجة لمصدر]

### خدمات الحافلات المحلية
- 005 القصر مارينا مول إلى شارع الزاهية الفلاح
- 007 القصر مارينا مول إلى شارع الزاهية الفلاح
- 008 مارينا البطين إلى سوق السمك بميناء زايد
- 009 القصر مارينا مول إلى محطة الرحلات البحرية بميناء زايد
- 011 القصر مارينا مول إلى ميناء زايد 42 أبوظبي
- 023 البطين حديقة الشيخة فاطمة الى ربدان المقطع مول
- 024 القصر مارينا مول إلى الروضة جامع زايد الكبير
- 026 القصر مارينا مول إلى المنتزه خليفة بارك شرق
- 033 الروضة أدنيك إلى البطين حديقة الشيخة فاطمة
- 034 الراس الاخضر قصر الوطن الى محاكم الروضة ابوظبي
- 040 جزيرة الماريه إلى المنتزه جنوب
- 041 الروضة أدنيك إلى مستشفى الزاهية الكورنيش
- 042 الروضة محاكم أبوظبي إلى جزيرة الماريه
- 043 جمعية المشرف التعاونية عبر المشرف مول إلى مستشفى كورنيش الزاهية
- 044 نادي ضباط القوات المسلحة بالمزون إلى محطة الرحلات البحرية بميناء زايد
- 045 محطة حافلات آل نهيان أبوظبي إلى محطة حافلات آل نهيان أبوظبي عبر كنيسة المجتمع الإنجيلي، كاتدرائية القديس أنطونيوس للكنيسة القبطية الأرثوذكسية (السبت والأحد فقط)
- 054 سوق السمك بميناء زايد إلى جامعة ساس النخل
- 055 المنتزه جنوب حتى مستشفى كورنيش الزاهية
- 056 ميناء زايد مركز الميناء حتى المنتزه خليفة بارك شرق
- 063 القصر مارينا مول إلى الريم مول
- 065 الريم مدينة الأضواء إلى القصر مارينا مول
- 067 القصر مارينا مول إلى الريم شمس أبوظبي
- 069 القصر مارينا مول إلى جزيرة الماريه
- 071 القصر مارينا مول إلى الريم شمس أبوظبي
- 073 الريم شمس أبو ظبي إلى الحديريات مار فيستا
- 094 ممشى السعديات عبر متحف اللوفر، مسجد زايد الكبير إلى واحة الكرامة

### خدمات حافلات الضواحي
- 101 مصفح دلما مول إلى الريف داون تاون عبر أبوظبي
- 102 جزيرة ياس فندق ياس بلازا إلى حافلات مدينة محمد بن زايد، أبوظبي
- 103 أبوظبي كابيتال بارك إلى مدينة محمد بن زايد شارع النصر
- 110 أبوظبي كابيتال بارك إلى المصفح NPCC عبر المدينة الصناعية في المصفح
- 111 أبوظبي كابيتال بارك إلى شارع المصفح 14 عبر القرية العمالية
- 120 مدينة محمد بن زايد، مزيد مول إلى شاطئ السعديات العام عبر أبوظبي
- 121 مدينة محمد بن زايد، مزيد مول إلى حد السعديات عبر أبوظبي
- 155 أبوظبي كابيتال بارك إلى مدينة شخبوط أدنوك
- 160 أبوظبي كابيتال بارك إلى سوق مدينة خليفة
- 161 حديقة الخالدية للأطفال إلى سوق مدينة خليفة
- 170 جامعة السعديات نيويورك إلى شاطئ الراحة الزينة عبر أبوظبي
- 175 حديقة أطفال الخالدية إلى شاطئ الراحة الزينة
- 201 محطة حافلات أبوظبي المركزية إلى سوق الباهية
- 202 محطة أبوظبي المركزية للحافلات إلى مستشفى الرحبة
- 210 مصفح دلما مول إلى محطة حافلات الشهامة
- 216 محطة حافلات الشهامة إلى محطة حافلات مدينة محمد بن زايد عبر جزيرة ياس، مدينة خليفة
- 221 السمحة شرق سوق الباهية
- 222 الشهامة شارع المغير الى السمحة شارع هيلي / السوق
- 225 حوض الصدر لبناء السفن إلى الباهية ديرفيلد مول
- 300 أبو ظبي إلى الشامخة مكاني مول
- 401 الروضة جامع زايد الكبير الى سوق بني ياس
- 404 أبوظبي كابيتال بارك إلى بلدية النهضة الوثبة
- 405 أبوظبي كابيتال بارك إلى بلدية النهضة الوثبة
- 407 أبوظبي الزاهية إلى مدينة جرن يعفور العمالية
- 410 ميناء المصفح إلى مدينة جرن يعفور العمالية

### خدمات الحافلات السريعة الإقليمية
- X5 تقاطع حافلات ربدان إلى مستشفى كورنيش الزاهية عبر شارع سلطان بن زايد الأول

### خدمات حافلات المطار

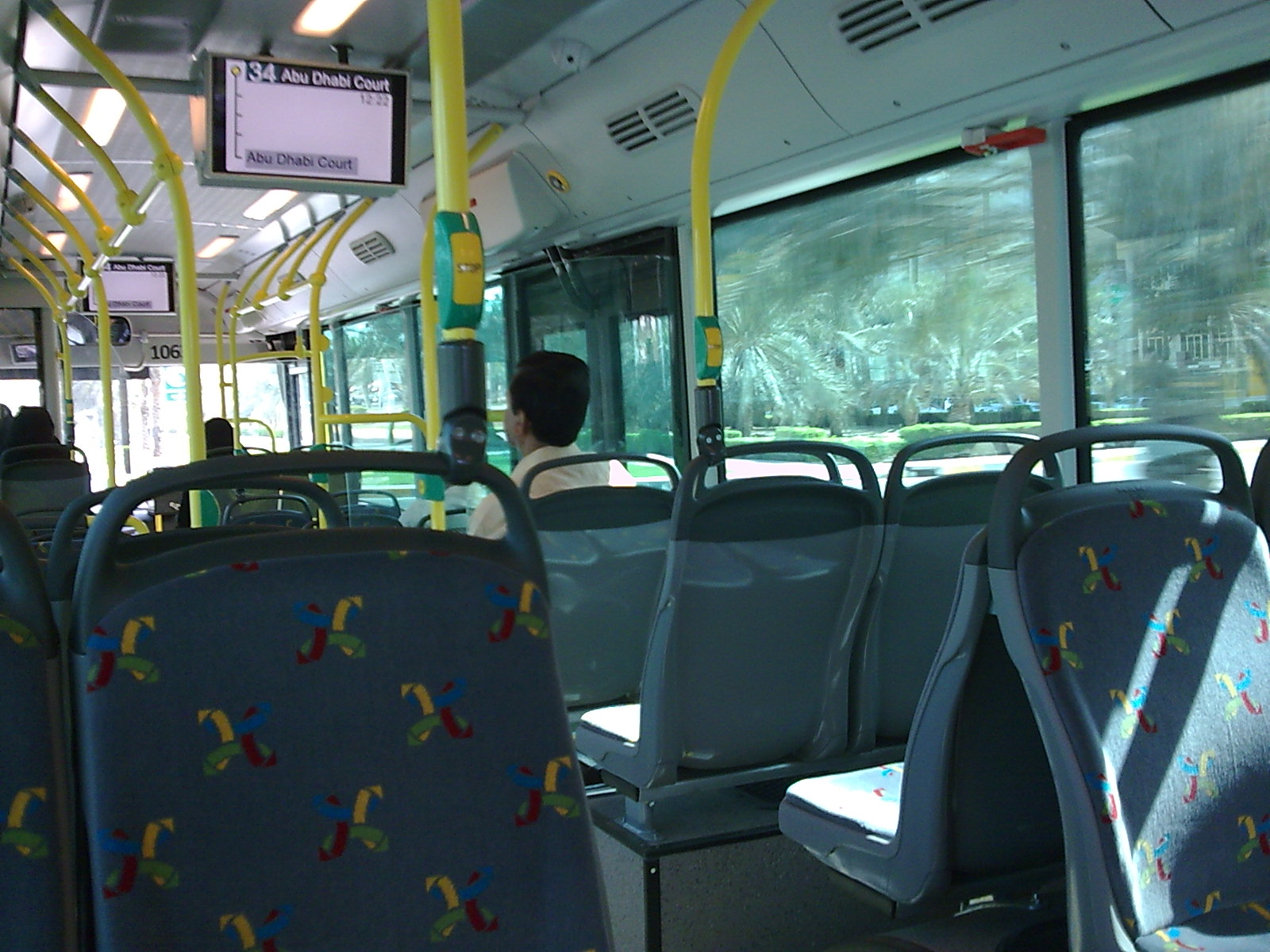
منظر داخلي

- A1 مطار أبو ظبي المبنى A إلى أبو ظبي الزاهية
- A2 مطار أبو ظبي المبنى A إلى شارع أبو ظبي خليفة
- A10 مطار أبو ظبي، المبنى A إلى محطة حافلات مدينة محمد بن زايد
- A15 مطار أبو ظبي المبنى A إلى مطار أبو ظبي المبنى A عبر المبنى رقم 1+3
- A40 محطة حافلات الشحمة إلى بني ياس عبر المبنى A بمطار أبو ظبي

### خدمات حافلات التوقف المحدودة
- L41 الروضة أدنيك إلى مستشفى الكورنيش الزاهية
- L42 تقاطع حافلات ربدان إلى جزيرة الماريه
- L43 سوق ربدان، قرية البري، إلى جزيرة الماريه

### خدمات الحافلات الليلية (11 مساء - 5 صباح)
- N2 مطار أبو ظبي ECC إلى أبو ظبي الزاهية
- N41 الروضة أدنيك إلى مستشفى الكورنيش الزاهية
- N43 سوق ربدان، قرية البري، إلى مستشفى كورنيش الزاهية

### خدمات حافلات المدينة السريعة

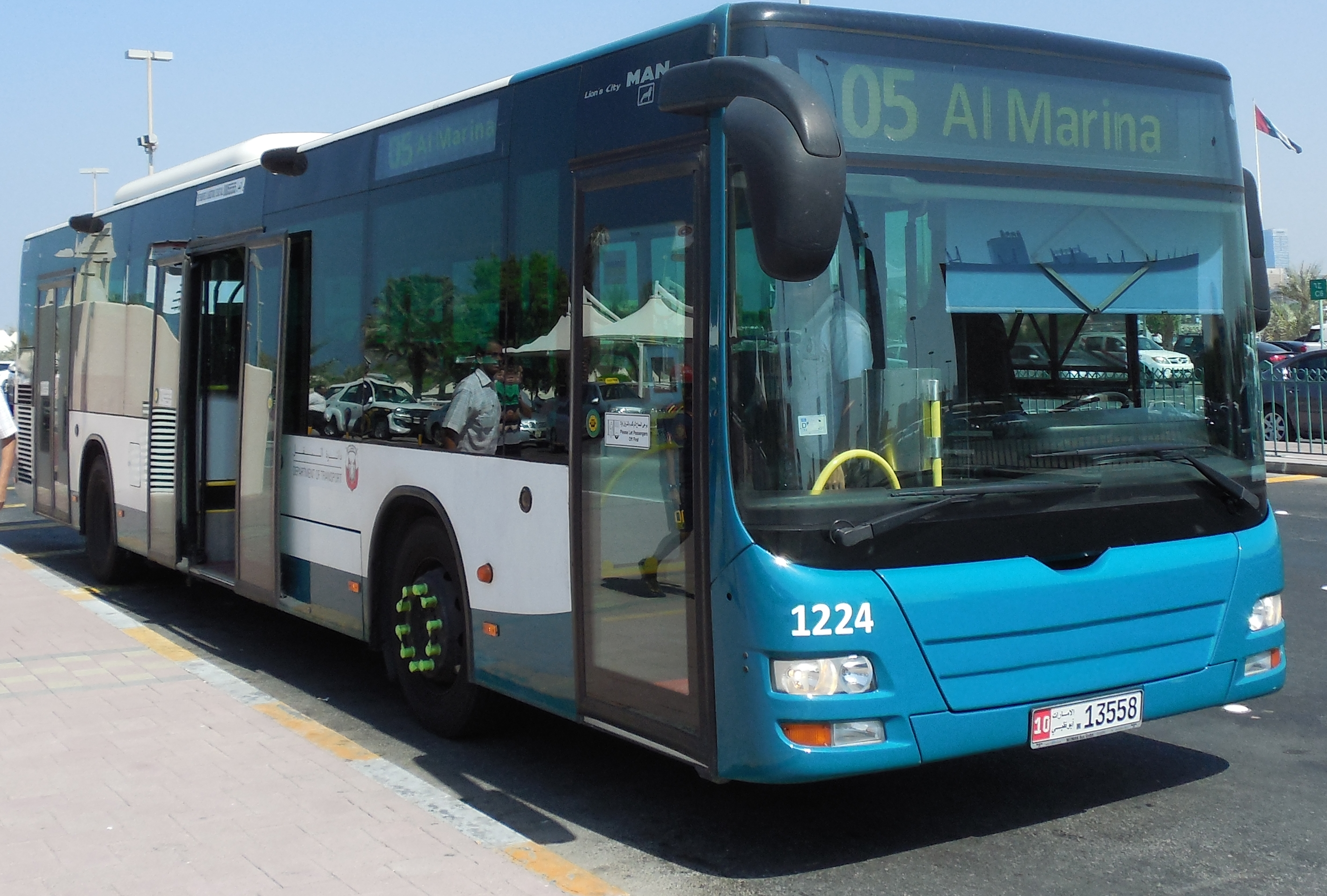
حافلة المدينة

- X60 محطة حافلات أبو ظبي المركزية إلى محطة حافلات المزيرعة
- X86 محطة الحافلات المركزية في أبو ظبي إلى سوق غياثي
- X88 محطة حافلات أبو ظبي المركزية إلى محطة حافلات الظنة أدنوك
- X90 محطة حافلات أبو ظبي المركزية إلى محطة حافلات العين المركزية

### الحافلات إلى دبي (حافلة دبي)
- E100 محطة حافلات أبو ظبي المركزية إلى محطة حافلات ابن بطوطة
- E101 محطة حافلات أبو ظبي المركزية إلى دبي، الغبيبة
- E102 محطة حافلات مدينة محمد بن زايد إلى محطة حافلات الجافلية

## الرموز
المسارات التي تبدأ بعلامة X (مثل X5) هي طرق سريعة. اما الطرق التي تبدأ بالحرف A (مثل A1) تنتهي في مطار أبوظبي الدولي.
الطرق التي تبدأ بالحرف L (مثل L41) هي خطوط توقف محدودة. الطرق التي تبدأ بـ N (مثل N2) تعمل فقط في الليل.

## المنافسين
توجد بدائل رخيصة وخاصة، رغم أنها غير قانونية، في شكل سيارات الأجرة الخاصة والحافلات الصغيرة. الحافلات الأخرى الوحيدة هي تلك التي تسير بين الإمارات. هذه الحافلات مملوكة لحكومات الإمارات الفردية.[بحاجة لمصدر]

## الأسعار والدفع

يستخدم نظام الدفع في الحافلات في أبو ظبي بطاقة بدون تلامس لنظام تحصيل الأجرة تسمى بطاقة حافلات والتي تم إطلاقها في 15 مايو 2015. تستخدم جميع الحافلات بطاقة حافلات وتتقاضى أجرة ثابتة قدرها 2 درهم إماراتي داخل حدود مدينة أبو ظبي، بينما تكلف الرحلات إلى الضواحي تكلفة اضافية لكل كيلومتر. تتوفر البطاقات للمستخدمين بفئات متعددة، مع رسوم خاصة على كبار السن والطلاب.

## محطات الحافلات

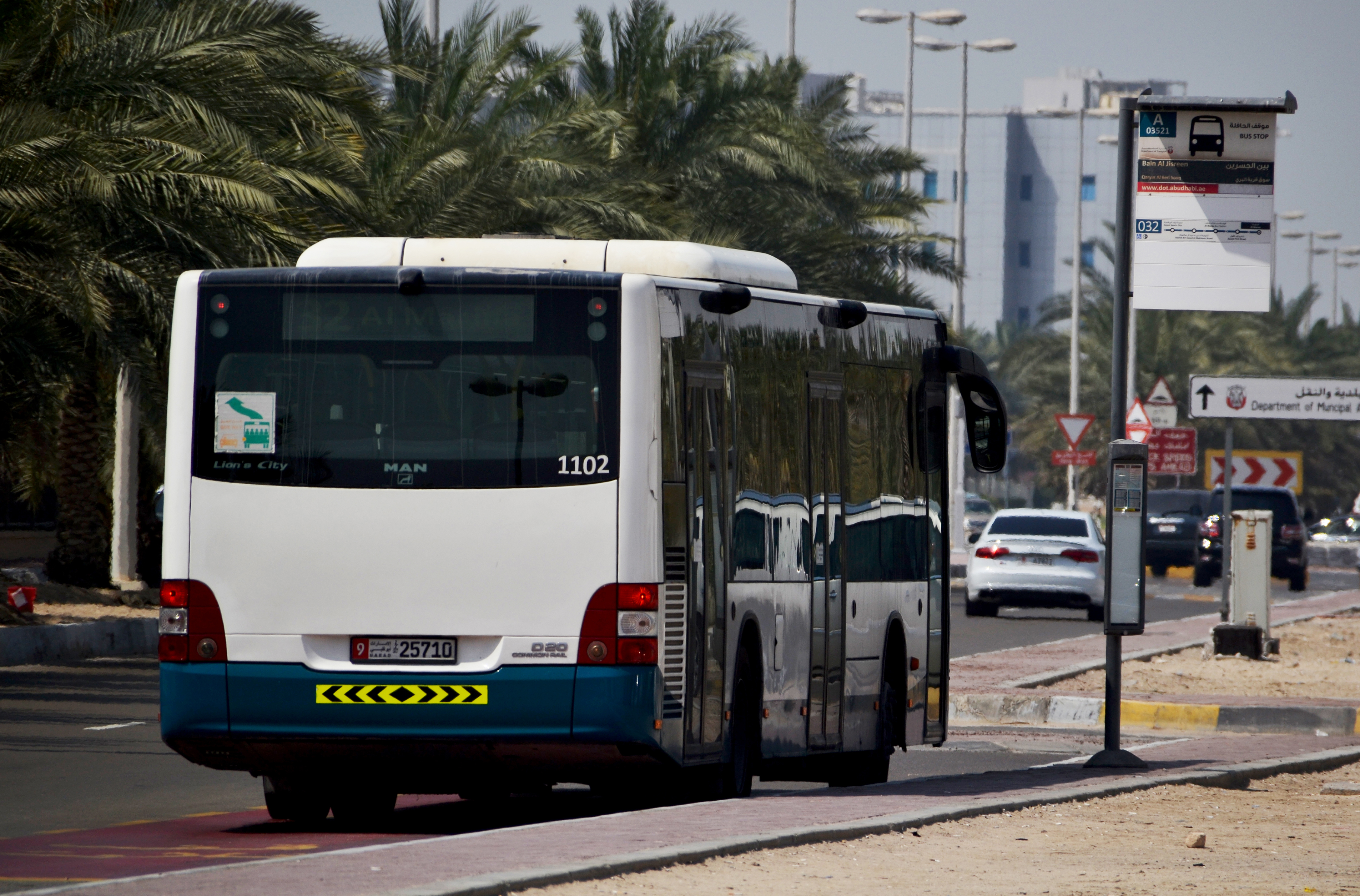
حافلة عامة في محطة حافلات بين الجسرين.

يُسمح بالصعود والنزول فقط في محطات الحافلات المخصصة والمنتشرة في جميع أنحاء الجزيرة. تقع محطات الحافلات بالقرب من بعضها البعض بشكل نسبي. معظم محطات الحافلات مجهزة بمكيفات الهواء بسبب الحرارة.[بحاجة لمصدر]

## الثقافة المحلية
كما هو الحال مع معظم الحافلات في دولة الإمارات العربية المتحدة. فإن الصفوف الأمامية من المقاعد (صفان من 4 صفوف متجهة للجانب) لها الأولوية في مقاعد السيدات. ويُطلب من الذكور الذين يشغلون تلك المقاعد التخلي عن مقاعدهم في حالة وقوف سيدة.

## انظر ايضا
دائرة النقل (أبو ظبي)

## روابط خارجية
- حافلات النقل العام في أبوظبي